# Kruisrak
Een kruisrak is een baan in een zeilwedstrijd waarbij het eindpunt bovenwinds ligt van het beginpunt. Men heeft dus tegenwind.
Bij zeilwedstrijden wordt van boei naar boei gevaren Een stuk tussen twee boeien heet een rak. Als de wind uit de richting komt waarheen gevaren moet worden is het niet mogelijk rechtstreeks naar de volgende boei te varen. Wel kan, door aan de wind te varen, min of meer een koers worden gevaren richting de volgende boei. Omdat de koers niet rechtstreeks is moet steeds gewisseld worden tussen links en rechts; dit noemt men laveren of kruisen. De baan die kruisend gevaren moet worden heet een kruisrak.